# Ак-Кыя (Ак-Талинский район)
Ак-Кыя (кирг. Ак-Кыя) — село в Ак-Талинском районе Нарынской области Кыргызстана. Входит в состав айылного аймака Тоголок-Молдо.

## География
Село расположено в юго-западной части области, к северу от реки Нарын, на расстоянии приблизительно 21 километра (по прямой) к северо-западу от села Баетово, административного центра района. Абсолютная высота — 1715 метров над уровнем моря.

## История
До апреля 2023 года входило в состав Кек-Джарского аильного округа.

## Население
Согласно оценочным данным Национального статистического комитета Кыргызской Республики, численность населения села на начало 2023 года составляла 1180 человек.
| год     | 2009 | 2014 | 2015 | 2020 | 2021 | 2023 |
| ------- | ---- | ---- | ---- | ---- | ---- | ---- |
| человек | 881  | 1044 | 1100 | 1106 | 1094 | 1180 |